# Contea di Polk (Texas)
La contea di Polk in inglese Polk County è una contea dello Stato del Texas, negli Stati Uniti. La popolazione al censimento del 2010 era di 45 413 abitanti. Il capoluogo di contea è Livingston.

## Infrastrutture e trasporti
| Anno | Popolazione | ±%     |
| ---- | ----------- | ------ |
| 1850 | 2,348       | Note:  |
| 1860 | 8,300       | 253.5% |
| 1870 | 8,707       | 4.9%   |
| 1880 | 7,189       | −17.4% |
| 1890 | 10,332      | 43.7%  |
| 1900 | 14,447      | 39.8%  |
| 1910 | 17,459      | 20.8%  |
| 1920 | 16,784      | −3.9%  |
| 1930 | 17,555      | 4.6%   |
| 1940 | 20,635      | 17.5%  |
| 1950 | 16,194      | −21.5% |
| 1960 | 13,861      | −14.4% |
| 1970 | 14,457      | 4.3%   |
| 1980 | 24,407      | 68.8%  |
| 1990 | 30,687      | 25.7%  |
| 2000 | 41,133      | 34.0%  |
| 2010 | 45,413      | 10.4%  |

Nel census-designated place di West Livingston, si trova la Allan B. Polunsky Unit, della Texas Department of Criminal Justice.
Dal 1999 nella struttura vengono effettuate pene capitali.

## Geografia fisica
Secondo l'Ufficio del censimento degli Stati Uniti d'America la contea ha un'area totale di 1110 miglia quadrate (2900 km²), di cui 1057 miglia quadrate (2740 km²) sono terra, mentre 53 miglia quadrate (140 km², corrispondenti al 4,7% del territorio) sono costituiti dall'acqua.

### Contee adiacenti
- Angelina County (nord)
- Tyler County (est)
- Hardin County (sud-est)
- Liberty County (sud)
- San Jacinto County (sud-ovest)
- Trinity County (nord-ovest)

### Aree nazionali protette
- Big Thicket National Preserve (solo in parte)

## Istruzione
Il Polk County College/Commerce Center è stato completato nel 2013 ed è situato nel U.S. Highway 59 Bypass. Angelina College offre un curriculum di studi avanzati e di formazione tecnica. La struttura offre uno spazio auditorium pubblico, e può essere utilizzata come rifugio di massa in caso di un eventuale disastro.

## Infrastrutture e trasporti

### Strade principali
- U.S. Highway 59
- Interstate 69 (in costruzione)
- U.S. Highway 190
- U.S. Highway 287
- State Highway 146
- Farm to Market Road 350
- Farm to Market Road 356
- Farm to Market Road 357
- Farm to Market Road 942
- Farm to Market Road 943
- Farm to Market Road 1745

### Trasporti pubblici
L'azienda di trasporto passeggeri Greyhound Lines opera nella Livingston Station al Super Stop Food Mart di Livingston (il capoluogo di contea). 

### Aeroporto
A West Livingston è presente il Livingston Municipal Airport, gestito dalla Città di Livington.